# Зграда Окружног начелства у Пироту
Зграда Окружног начелства у Пироту је споменик културе у Пироту. Данас се користи као хотелско-туристички објекат. Изграђена је крајем 19. века за потребе Окружног начелства а само век касније постаје управна зграда фабрике Галантекс.

## Изглед
Изграђена је у духу академске архитектуре неоренесансе и одликује се јасно израженом хоризонталном поделом на постамент: камени сокл, средишњи део и кровни венац који је избачен и има завршни венац. 
Фасада према улици је симетрична, оивичена украсним тракама. У обради зидних површина су коришћене хоризонталне дубоке спојнице које долазе до изражаја на угловима зграде. 
Продужно прочеље је подељено пиластрима са коринстким капителима на четири поља. Два средишња поља су већа и красе их по два прозора а у средини ободних поља су по један. 
Прозорски отвори су правоугаони и једнако стилозовани.
Истиче се обрада профилисаних отвора, плитких писталара са капителима који носе тимпанон. 
Улаз у објекат је на дворишној фасади. 